# Marcel Rozier
Pour les articles homonymes, voir Rozier.
Marcel Rozier, né le 22 mars 1936 à Saint-Étienne-sur-Chalaronne (Ain), est un cavalier français de saut d'obstacles et champion olympique, entraîneur, aujourd'hui reconverti dans le commerce et l'organisation de vente de chevaux.

## Biographie
Cavalier de haut niveau pendant de nombreuses années, il a été entraîneur national de l'équipe de France de saut d'obstacles de 1977 à 1985, puis celui de l'équipe d'Italie de 1986 à 1989, de l'équipe des Émirats arabes unis de 1994 à 1995, puis à nouveau de l'équipe de France de 1999 à 2000.
Il crée l'Espace Marcel Rozier à Bois-le-Roi près de Fontainebleau, site de commerce (ventes Fences) et de concours de portée internationale et dont il est toujours le chef d'orchestre.
En 2001, un incendie ravage une de ses écuries en tuant sous ses yeux 25 chevaux dont Jiva, cheval âgé de 26 ans avec lequel son fils Philippe avait percé au niveau mondial (Jeux olympiques), qui vivait une retraite paisible en semi liberté dans la structure.
En 2010, il est condamné à huit mois de prison avec sursis et 5 000 euros de dommages-intérêts pour agression sexuelle aggravée par le statut de personne ayant autorité sur une de ses employées, âgée de 17 ans au moment des faits en 2006.
Deux de ses trois fils ont également pratiqué la compétition de saut d'obstacles à haut niveau : Philippe, champion olympique en 2016, et Thierry.

## Palmarès
- 1968 : médaille d'argent par équipes aux Jeux olympiques à Mexico (Mexique).
- 1970 : médaille d'or aux championnats de France.
- 1971 : médaille d'or aux championnats de France.
- 1974 : médaille d'or aux championnats de France.
- 1975 : médaille de bronze aux championnats d'Europe par équipes à Munich (Allemagne).
- 1976 : médaille d'or par équipes aux Jeux olympiques de Montréal (Canada) sur son cheval Bayard de Maupas.

## Ouvrages
- Mon premier parcours  (préf. Jean-François Robinet), Éditions Robert Laffont, 1980, 192 p.